# Робърт Миликан
Робърт Миликан (на английски: Robert Andrews Millikan) е американски физик, носител на Нобелова награда за физика за 1923 година.

## Биография
Роден е на 22 март 1868 г. в Морисън, Илинойс. През 1895 г. получава докторска степен от Колумбийския университет. Това е първата докторска степен, присъдена в тази област. Миликан е професор по физика в Чикагския университет и Калифорнийски технологичен институт, президент на Американската асоциация за развитие на науката и на Американското физическо дружество.
През 1923 г. получава Нобелова награда за работата си върху определяне на елементарния заряд на електрона, потвърждаване на уравнението на Алберт Айнщайн за фотоелектричния ефект и определяне с голяма точност стойността на константата на Планк. В по-късен период на кариерата си изследва космическите лъчи и доказва тяхната извънземна природа.
Умира на 19 декември 1953 г. в Сан Марино, Калифорния.